# Gdańskvarvet

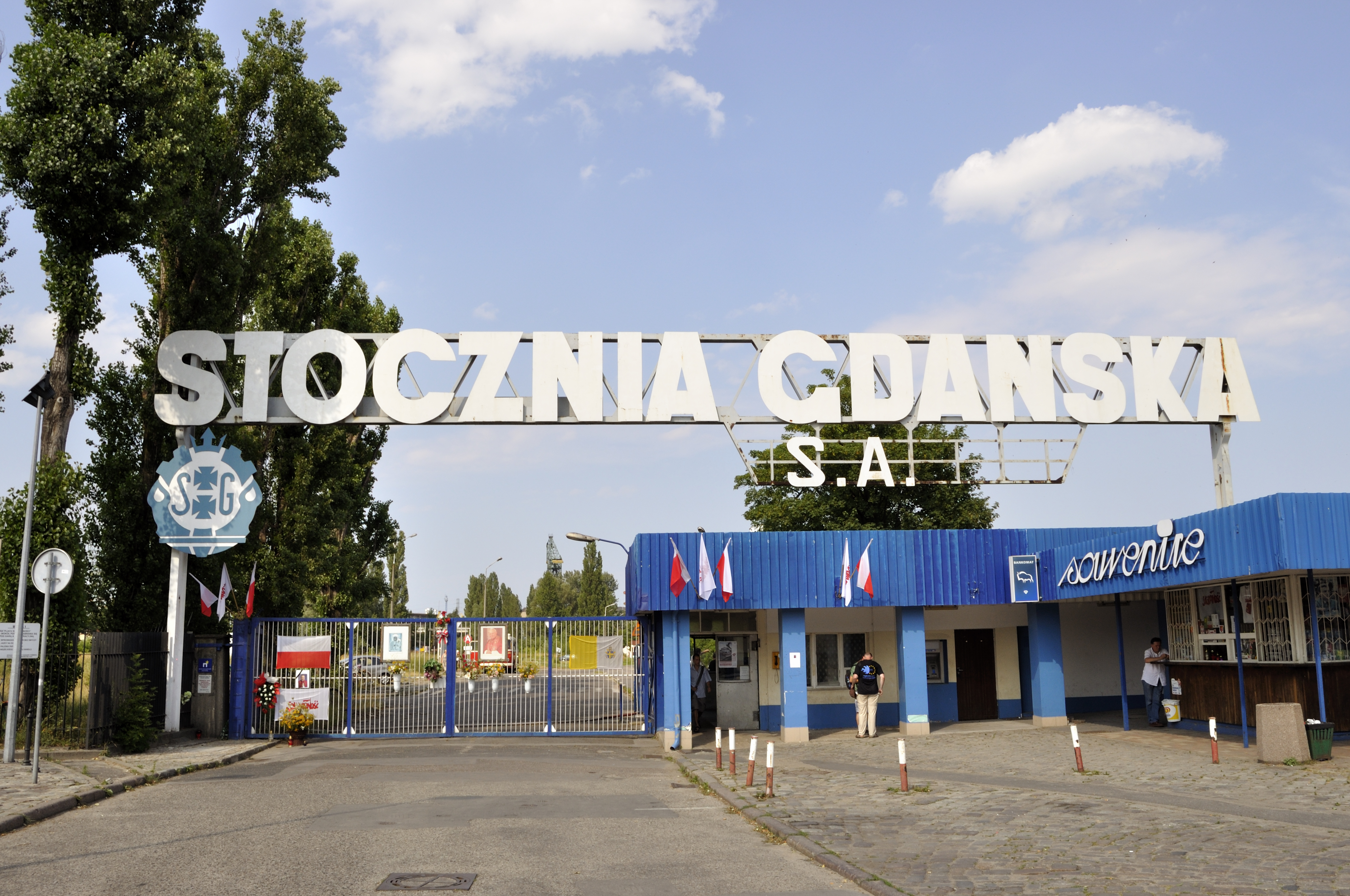
Ingång till varvsområdet

Gdańskvarvet (Stocznia Gdańska), tidigare benämnt Leninvarvet, är ett skeppsvarv i Gdańsk, Polen. Här grundades fackföreningen Solidaritet.
Varvet var ursprungligen Werft Danzig och gick senare under namnet Schichauvarvet och från 1932 The International Shipbuilding & Engineering Co., Limited. På platsen för detta, under andra världskriget svårt skadade varv, startades 1945, då staden tillfallit Polen, det statliga Leninvarvet. Det nuvarande namnet infördes i samband med privatisering 1990.